# La Tour-du-Meix
La Tour-du-Meix é uma comuna francesa na região administrativa de Borgonha-Franco-Condado, no departamento de Jura. Estende-se por uma área de 13,42 km². Em 2010 a comuna tinha 243 habitantes (densidade: 18,1 hab./km²).